# Rhopalochernes luiscarlosi
Espèce
Rhopalochernes luiscarlosi est une espèce de pseudoscorpions de la famille des Chernetidae.

## Distribution
Cette espèce est endémique du département de Bolívar en Colombie. Elle se rencontre vers San Jacinto.

## Description
La femelle holotype mesure 1,36 mm et le mâle paratype 1,18 mm, les mâles mesurent de 1,03 à 1,18 mm et les femelles de 1,12 à 1,36 mm
.

## Systématique et taxinomie
Cette espèce a été décrite par Marimón, Villarreal-Blanco et Harvey en 2022.

## Étymologie
Cette espèce est nommée en l'honneur de Luis Carlos Gutierrez Moreno.

## Publication originale
- Marimón, Villarreal-Blanco & Harvey, 2022 : « Two new species of Rhopalochernes Beier, 1932 (Pseudoscorpiones: Chernetidae) from Colombia. » Zootaxa, no 5150(3), p. 397-410.